# Os Canibais (contos)
Os canibais é um conto do escritor português Álvaro do Carvalhal (1844-1868), que apareceu na colectânea Contos, publicada em 1868 por José Simões Dias após o falecimento do autor, morto por um aneurisma com apenas 24 anos de idade. Uma primeira versão do conto remonta a 1865, quando apareceu com o título A estátua viva na «Revista de Coimbra» . 
A partir do conto foi realizado, em 1988, o filme-ópera Os Canibais, dirigido por Manoel de Oliveira.

## Enredo
Uma rapariga, Margarida, apaixona-se pelo misterioso Visconde de Aveleda. Por outro lado, a mulher é amada pelo jovem Dom João, mas ela não lhe recambia o sentimento. Durante um baile, Margarida consegue conversar com o visconde. Mais tarde, ela encontra-o no jardim, revela-lhe o seu amor e beija-o. Saído o visconde, aparece Dom João, que revela a Margarida que ele a espiou e que, por ciúmes, ele matará o visconde se o casamento se realizar.
Durante a primeira noite do casamento acontece a tragédia. Após as celebrações, nas quais participa também Dom João como convidado, o casal encontra-se sozinho. O visconde,  então, confessa a Margarida que, na verdade, é uma estátua, ou melhor, um autômato. De facto, quando se lhe “desmonta” a estrutura, fica «um corpo mutilado, disforme, monstruoso... um fenómeno, um aborto estupendo» . Depois da revelação, Margarida foge horrorizada para o jardim. O Visconde, desesperado por ter compreendido que causa repugnância à sua esposa, suicida-se, rolando, numa última contorção, sobre às chamas da lareira. Assiste à cena Dom João,  que tinha entrado no quarto armado para matar o Visconde e, em seguida, acabar com seus dias; mas, ao ver o corpo do visconde em chamas, também ele foge horrorizado e vai ao jardim à procura de Margarida.
Na manhã seguinte, Urbano Solar, pai de Margarida, vai à procura da filha e de seu genro, acompanhado pelos seus outros dois filhos. Os três passam junto à lareira onde o visconde queimara e, por um macabro mal-entendido, julgando que os restos nas brasas são de carne assada, comem-nos. Então, vão para a quarto dos recém-casados e, vendo o tálamo intacto, começam a pressagiar que aconteceu algo sério. De repente, ouve-se um tiro de fora; Solar e os seus dois filhos saem imediatamente para o jardim e encontram os criados que sustentam dois corpos: o de Margarida sem vida e o de Dom João, que se disparara no peito e está prestes a morrer. Dom João tem o tempo para revelar aos três Solar o incidente: Margarida, fugindo, tropeçou, bateu a cabeça na beira de um banco e morreu; até o mesmo Aveleda morreu queimado nas chamas da lareira. Os três dão-se conta que devoraram os restos do visconde e acham que também devem matar-se pelo horror. No entanto, chega um magistrado que os informa de que, como únicos herdeiros do visconde, eles herdam a sua imensa fortuna. Aliviados, os três correm para o magistrado, devorando-o.

## História
A história é inspirada nas atmosferas românticas de Ernst Hoffmann e Edgar Allan Poe, mas é notável pelo equilíbrio entre os aspectos fantásticos e realistas, pelo sarcasmo que faz aparecer muitas vezes os personagens e os seus sentimentos caricaturais e grotescos. A história teve um sucesso súbito e notável após o homônimo filme-ópera, de 1988, dirigido pelo famoso realizador Manoel de Oliveira, com o libreto do músico João Paes. Depois desse evento, o conto foi publicado independentemente em Portugal e em vários países.

## Edições/Bibliografia
Álvaro do Carvalhal, Contos; precedidos d'um estudo biographico por J. Simões Dias, Coimbra: Imprensa da Universidade, 1868
Gianluca Miraglia, Álvaro de Carvalhal, in Álvaro de Carvalhal, Contos, Lisboa, Assírio & Alvim, 2004, pp. 267-326
Álvaro de Carvalhal, Os canibais, in Antologia do conto fantástico português, Lisboa, Edições Afrodite, 2.a edição, 1974, pp. 179-217